# Marius Holtet
Marius Holtet (Norvégia, Hamar, 1984. augusztus 31. –) profi jégkorongozó.

## Karrier
Komolyabb junior karrierjét a svéd alsóbb ligákban játszotta. A 2002-es NHL-drafton a Dallas Stars választotta ki a második kör 42. helyén. A draft után még Svédországban játszott majd 2004–2005-ben átkerült a tengerentúlra az AHL-es Houston Aeros csapatába. Még ebben az idényben leküldték az ECHL-es Louisiana Ice Gatorsba. A következő három szezonban az AHL-es Iowa Starsban játszott. Legjobb idényében 66 mérkőzésen 31 pontot szerzett. 2008–2009-ben a svéd Färjestads BK igazolt és jelenleg is a csapat tagja.

## Nemzetközi szereplés
Legelső nemzetközi szereplése a 2001-es U-18-as világbajnokságon volt. Ekkor hat mérkőzésen négy pontot szerzett. A következő évben ismét részt vett az U-18-asok világbajnokságán és ekkor nyolc mérkőzésen nyolc pontot szerzett. Az év folyamán egy korosztállyal feljebb került és játszhatott a juniorok divízió egyes világbajnokságán. 2003-ban még a D1-es junior világbajnokságon játszott majd még ebben az évben először viselhette a nagyválogatott mezét a divízió egyes világbajnokságon. 2004-ben visszakerült a juniorokhoz és a világbajnokságon öt mérkőzésen nyolc pontot szerzett. 2006-ban és utána végleg a felnőttek között maradt. A 2008-as világbajnokságon is képviselte hazáját. 2009-ben három mérkőzésen játszott ami a kvalifikációt jelentette a 2010-es téli olimpiára. Még ebben az évben két mérkőzésen szerepelhetett a világ elitje között Svájcban.